# Perdita angellata
Perdita angellata là một loài Hymenoptera trong họ Andrenidae. Loài này được Griswold mô tả khoa học năm 1993.